# Международный день чая
Международный день чая (англ. International Tea Day) — официальный праздник ООН, который отмечается ежегодно, 21 мая по инициативе Центра по Образованию и Общению. Является рабочим днём.

## История и цели
«Международный день чая» сравнительно молодой праздник.
Идея отмечать «День чая» витала в воздухе много лет, но лишь после обсуждения на всемирных общественных форумах (англ. World Social Forum) в индийском Мумбае и бразильском Порту-Алегри (в лице Центра по Образованию и Общению (англ. Centre for Education and Communication)), в 2004 и 2005 году соответственно, дата 15 декабря стала называться «Международный день чая».
Целью проведения «Международного дня чая» было заявлено привлечение внимания общества и политиков к проблемам продажи чая, положению работников чайных производств, сложностям, возникающим у небольших производителей в борьбе с большими корпорациями, а также популяризация этого напитка в мире. Видимо, потому, что цели праздника несут значительную социальную и экономическую составляющую, дата пала на 15 декабря, что прозрачно указывает, что чайная отрасль вынуждена бороться с множеством проблем, которые нужно решать сейчас, дабы это не привело к событиям, аналогичным тем, что произошли 16 декабря 1773 года. Также 15 декабря 1773 года была принята «Мировая Декларация Прав работников чайной индустрии».
Наиболее широко празднование «Международного дня чая» проходит в Индии и Шри-Ланке, однако и такие страны, как Бангладеш, Непал, Вьетнам, Индонезия, Кения, Малайзия, Уганда и Танзания, будучи ведущими мировыми сельхозпроизводителями чая, не остаются безучастными к этому празднику.
«Международный день чая» стали отмечать и в России, где чай является одним из самых популярных напитков. Пока этот праздник в РФ отмечается локально. Так, 11 декабря 2009 году в Иркутске открылась выставка «Время чая», приуроченная к этой дате.
Генеральная Ассамблея ООН 21 декабря 2019 года официально утвердила праздник «Международный день чая» (International Tea Day) на 21 мая.